# Фуми-э

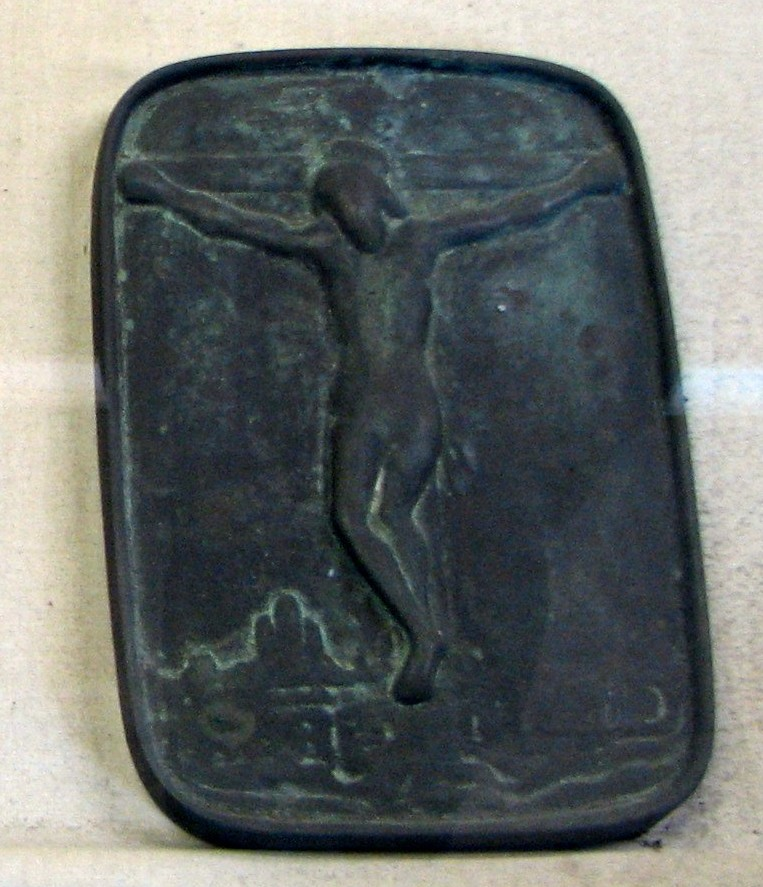
Фуми-э с изображением Христа

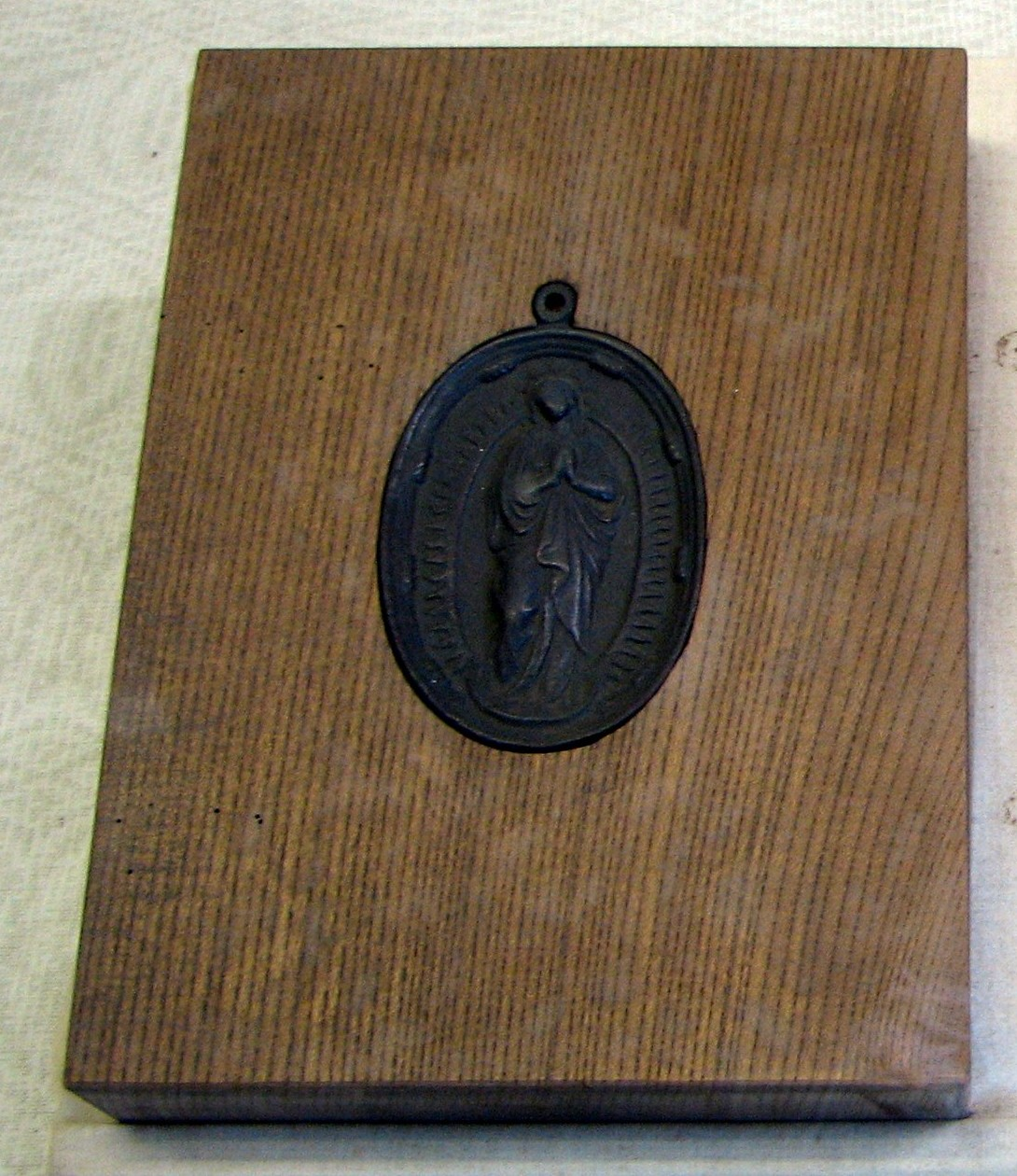
Фуми-э с изображением Девы Марии

Фуми-э (яп. 踏み絵, фуми «наступать» + э «изображение») — изображения Иисуса Христа и Девы Марии, использовавшиеся религиозными властями сёгуната Токугава для выявления тайных христиан. Подозреваемому предлагалось наступить на такое изображение, чтобы доказать, что он не является христианином.

## История
Использование фуми-э началось во время преследования христиан в Нагасаки в 1629 году. Частично от них отказались после открытия Японии в 1856 году (в тех портах, куда получили доступ иностранные суда), но на остальной территории страны фуми-э продолжали использоваться вплоть до периода Мэйдзи, когда запрет на исповедание христианства был окончательно отменён в 1873 году. Изображения были также известны как э-ита и ита-э, а само испытание — как э-фуми (яп. 絵踏み).
Майкл Норт отмечает, что «церемония э-фуми, или попрания образов, описывалась в Европе достаточно хорошо уже в начале XVIII века и оставила след в таких произведениях художественной литературы, как „Путешествия Гулливера“ Дж. Свифта, „Гражданин мира“ О. Голдсмита и „Кандид“ Вольтера». В современной японской литературе следует отметить роман «Молчание» Сюсаку Эндо, где необходимость наступить на фуми-э — главный сюжетный мотив, а также его экранизацию Мартином Скорсезе. Фуми-э также упоминается в романе Дэвида Митчелла «Тысяча осеней Якоба де Зута».
Японское правительство применяло фуми-э для выявления католиков и симпатизирующих им. Фуми-э представляли собой изображения Богородицы и Христа. Чиновники заставляли каждого человека наступить на изображение. Тех, кто отказывался сделать это, опознавали как христиан и отправляли в Нагасаки. В соответствии с политикой периода Эдо христиан убеждали отказаться от своей веры; те христиане, которые отказывались сделать это, подвергались пыткам. Если после этого они продолжали исповедовать христианство, то правительство казнило их. Иногда казни проводились на горе Ундзэн в окрестностях Нагасаки, где некоторых христиан бросали в жерло вулкана. Нагасаки был в своё время одним из крупнейших христианских центров в Японии, поэтому там церемония попрания образов (э-фуми) проходила каждый год, в восьмой день первого месяца. Особую заботу о зрителях и зрелищности проявляли женщины в разноцветных кимоно — обитательницы квартала удовольствий Маруяма. Некоторые жители голландской фактории Дэдзима описали подобную церемонию в своих дневниках и заметках. Среди них можно назвать садовника Георга Майстера, жившего в Нагасаки в 1682-83 и 1685-86 гг., который оставил возмущённый отзыв в своей книге «Садовник искусства и наслаждения в Восточной Индии» (нем. Der orientalisch-indianische Kunst- und Lust-Gärtner). Напротив, очень спокойным выглядит подробный рассказ Энгельберта Кемпфера, работавшего в Дэдзиме врачом в 1690-91 годах:

Образы, которые содержатся в специально сделанном ящичке, отлиты из латуни и составляют примерно фут в длину. Их попрание происходит следующим образом: после того, как совет следователей усаживается на циновку, все обитатели дома, большие и маленькие, вместе с живущими тут же семьями должны собраться в большом покое. Окажется жильё близких соседей слишком маленьким для проведения церемонии — придут сюда и они. Покрытые бронзой фигуры лежат на голом полу; назначенный для проведения э-фуми писец раскрывает свою книгу и зачитывает все имена; каждый, чьё имя прочтено, подходит и проходит по изображению или наступает на него. Матери поднимают маленьких детей, которые ещё не могут ходить, и ставят ногами на изображение, что расценивается так же, как если бы они прошли по нему. Когда это закончится, хозяин дома ставит свою печать под свитком, как свидетельство того, что они держат сторону следствия, и для того, чтобы дознаватели могли отчитаться перед правителем.
Оригинальный текст (нем.)Die Figuren, welche in einem besonders dazu gemachten Kistchen gehalten werden, sind von Messing gegossen und etwa einen Fuß lang. Mit deren Tretung gehet es auf folgende Art zu: nachdem der Inquisitionsrat auf eine Matte sich niedergesetzt, muss sich alles aus dem Hause, groß und klein, nebst den beiwohnenden Familien in dem Gemache versammlen. Wäre etwa die Wohnung des nächsten Nachbarn zur Verrichtung der Handlung zu klein, so erscheinen diese alhier zugleich mit. Die bronzierten Figuren liegen auf dem bloßen Fußboden: der zum Jefumi bestellte Schreiber schlägt sein Musterbuch auf und lieset aller Namen ab, die so, wie sie abgelesen werden, herzukommen und über die Bilder gehen oder treten. Die Mütter heben unmündige Kinder, die noch nicht gehen können, auf und lassen sie mit den Füßen darauf nieder, welches ebenso angesehen wird, als ob sie darüber gegangen. Wenn dieses geschehen, drückt der Hausvater sein Siegel unter die Musterrolle, zum Zeugnis, daß die Inquisition bei ihnen gehalten sei, und damit deshalber die Inquisitoren bei dem Statthalter sich mögen rechtfertigen können.

Многие богословы стремились осмыслить роль фуми-э для японских христиан; некоторые видят в попрании фуми-э знак любви и всепрощения Иисуса Христа.

## Описание
Обычно фуми-э вырезались из камня, но порой изготавливались из других материалов (дерево, бронза) или представляли собой рисунки. Большинство, если не все фуми-э были тщательно выполнены, отражая высокие стандарты искусства периода Эдо. Сделанную в Нагасаки зарисовку начала XIX века можно увидеть в книге «Nippon» Филиппа фон Зибольда. До нашего времени сохранилось довольно мало фуми-э, так как большая их часть была выброшена или переплавлена. Тем не менее, их можно увидеть во многих японских музеях, например, в Токийском национальном музее. Часть сохранившихся фуми-э была показана в 2007 году на выставке Смитсоновского института «Вокруг света: Португалия и мир в XVI—XVII веках».